# Emily Parmely Collins
Emily Parmely Collins   (Bristol, 11 d'agost de 1814 - 14 d'abril de 1909) coneguda també com Emily Parmely Peltier després del seu primer matrimoni, i pel seu pseudònim, «Justitia», fou una sufragista, activista feminista i escriptora. Fou la primera dona nord-americana a establir una societat centrada en el sufragi femení i els drets de les dones a Collins (Nova York) el 1848.
Fou una de les primeres participants en el moviment abolicionista, el moviment per la temprança, així com una pionera pel sufragi femení als Estats Units. Creia que el desenvolupament de les capacitats de les dones era bàsic per al benestar de la humanitat; i va advocar en la premsa pels drets educatius, industrials i polítics de les dones.

## Biografia
Emily Parmely Collins nasqué a Bristol (Nova York), l'11 d'agost del 1814, filla de James Parmely i Lydia Robbins Donelson, els primers colons del «País de Genesee». Els seus descendents per part del pare procedien del comtat de Kent (Anglaterra), i es van establir a Guilford (Connecticut) el 1639. Son pare lluità durant la Guerra d'Independència en el 9è Regiment de Connecticut.

## Carrera

### Preguerra
A setze anys, Parmely treballava de mestra al districte número 11 de Burbee Hollow, Bristol (Nova York). Va rebre un salari igual al dels mestres, la qual cosa era inusual llavors.

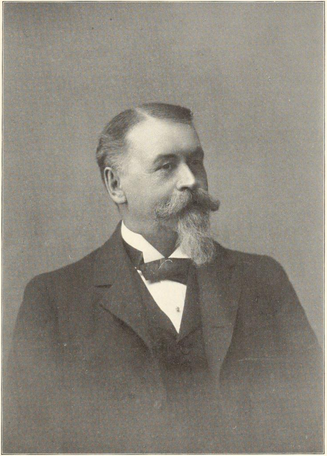
Pierre Desnoyers Peltier, fill d'Emily Parmely

El 1832, juntament amb un germà, es traslladà a Michigan, on va ensenyar en una escola de registres als voltants de Port Huron. El 8 de gener del 1835 es casà amb Charles Peltier, un comerciant. Aviat se n'anaren a viure a Detroit. Charles fou comerciant de Correus a Fort Gratiot, i després jutge de pau a Detroit. Van tenir un fill, Pierre Desnoyers Peltier, M. D. (1835-1906).

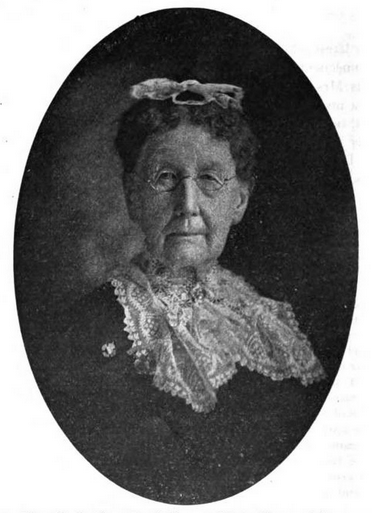
Parmely Collins, a l'edat de noranta anys

El seu segon marit fou Simri Collins (m. 1876, Louisiana), amb qui es casà el 4 de juliol del 1841. Van tenir un fill, Emmett Burke Collins (1842-1872).
El 1848, va tornar a Bristol. Assistí a la Convenció de Seneca Falls al juliol. El 19 d'octubre, organitzà la primera societat de sufragi femení del món: la Unió d'Igualtat de Drets de les Dones (anomenada alternativament Societat de Sufragi Igualitari o Associació d'Igualtat de Drets). Al mateix any, envià la primera petició a la legislatura. El 1858, la família es traslladà a Rochester (Nova York), i s'hi estigueren fins al 1869; ací, ella era membre de l'Església unitària.

### Guerra de Secessió
Parmely treballà d'infermera voluntària a Virgínia. Els seus dos fills, un cirurgià, l'altre advocat que acabava de ser admès en el col·legi d'advocats, l'acompanyaven. Ella va escriure: «Vaig servir com a infermera voluntària en la campanya del 1864 al front de la Vall de Shenandoah, amb els meus dos fills».

### Louisiana
El 1869, la família es traslladà a la parròquia de Tangipahoa, Louisiana, on Parmely Collins enterrà el seu segon marit el 1876. El seu segon fill, el capità E. Burke Collins, va morir el 1872. Visqué a Louisiana durant deu anys. Amb Elizabeth Lisle Saxon, continuà el seu activisme sufragista.
El 1879, mentre es consolidava una nova constitució estatal, un document de Parmely Collins sobre el que hauria de ser una constitució justa es va llegir als delegats i va provocar l'elogi de la premsa de Nova Orleans.

### Connecticut
Al mateix any, havent arrendat la seua plantació, es traslladà a Hartford(Connecticut) per a viure amb el seu fill Pierre. El 1885, organitzà amb Frances Ellen Burr i altres el Club d'Igualtat de Drets de Hartford, i en fou durant molts anys presidenta, i més tard presidenta honorària.
Va escriure històries ocasionals per a la revista Pacific Rural i altres. Sense voler una reputació literària, i defugint la publicitat, rares vegades hi afegia el seu nom. Durant anys, va escriure cada setmana per al Hartford Journal, amb el pseudònim de «Justitia», una o dues columnes recolzant els drets humans, especialment els de les dones. Com a solució a la qüestió de la Temprança, advocà per la fabricació i venda exclusiva de licor a preu de cost per part del govern. També instà a canviar el sistema electoral pel de representació proporcional i la cooperació industrial en lloc de la competència.
| «                        | ...des dels meus primers dies de raonament, em vaig esforçar per la llibertat de pensament i acció que s'havia negat a tota la humanitat. Em vaig rebel·lar en esperit contra els costums de la societat i les lleis de l'estat que m'esclafaven les aspiracions i m'impedien perseguir quasi tots els objectes dignes d'una ment intel·ligent i racional. | » |
| — Emily Parmely Collins, | |   |

| «                        | Durant la lluita antiesclavista, cada paraula de denúncia dels mals de l'esclau del sud, em va semblar igualment aplicable als males del meu sexe. Cada argument per a l'emancipació de l'home de color, era igualment aplicable a la de la dona; i em va sorprendre que els abolicionistes no veieren la similitud en la condició de les dues classes. | » |
| — Emily Parmely Collins, | |   |

## Vida personal
Collins va ser membre de la Lliga del Referèndum de Massachusetts i del Cos de Socors de Dones. Va parlar any rere any davant de la legislatura en suport de la petició de sufragi femení, i es va dirigir a moltes audiències sobre diversos temes. Es va convertir en membre de les Daughters of the American Revolution, Capítol de Hannah Woodruff, de Southington, Connecticut l'octubre de 1904. El seu número nacional era 48316, i el seu era el centèsim nom a la llista de membres de la «Real Daughters» a Connecticut.
Va morir el 14 d'abril del 1909.